# Stadtsparkasse Oberhausen
Die Stadtsparkasse Oberhausen ist das größte Kreditinstitut in der Großstadt Oberhausen in Nordrhein-Westfalen. Der Hauptsitz befindet sich in der Wörthstraße 12 in Oberhausen-Mitte.

## Geschäftszahlen
Die Stadtsparkasse Oberhausen wies im Geschäftsjahr 2023 eine Bilanzsumme von 2,893 Mrd. Euro aus und verfügte über Kundeneinlagen von 2,262 Mrd. Euro. Gemäß der Sparkassenrangliste 2023 liegt sie nach Bilanzsumme auf Rang 168. Sie unterhält 12 Filialen/Selbstbedienungsstandorte und beschäftigt 507 Mitarbeiter.

## Sparkassen-Finanzgruppe
Die Stadtsparkasse Oberhausen ist Teil der Sparkassen-Finanzgruppe und gehört damit auch ihrem Haftungsverbund an. Er sichert den Bestand der Institute und sorgt dafür, dass sie auch im Fall der Insolvenz einzelner Sparkassen alle Verbindlichkeiten erfüllen können. Die Sparkasse vermittelt Bausparverträge der regionalen Landesbausparkasse, offene Investmentfonds der Deka und Versicherungen der Provinzial Rheinland. Im Bereich des Leasing arbeitet die Stadtsparkasse Oberhausen mit der  Deutschen Leasing zusammen. Die Funktion der Sparkassenzentralbank nimmt die Landesbank Hessen-Thüringen wahr.